# Six Flags México
Six Flags México är en nöjespark ägd av Six Flags och är den enda "Six Flags"-parken i Mexiko. Parken finns i de södra utkanterna av Mexico City och är en av de största i Latinamerika. Parken var tidigare känd[när?] under namnet Reino Aventura.